# 박상현 (가수)
박상현(1989년 1월 13일 ~ )은 대한민국의 가수다. 2021년 싱글 [아무것도 못한 채]로 데뷔했다.

## 방송
- 트로트가 좋아 (2019) - 4차 경연 우승
- 콘테스트M4 (2024) - Top12
- 아침마당 명불허전 (2025) - 가요제 최다 우승자로 섭외

## 음반
- 아무것도 못한 채 (2021)
- 사랑한 날들도 헤어진 날에도 (2021)
- 그리워 (2023)
- 싸나이 (2025)

## 수상
- 현인가요제 대상 (2023)
- 삼천포아가씨가요제 대상 (2022)
- 밀양아리랑가요제 대상 (2017)
- 고복수가요제 대상 (2017)